# Elsfield
Elsfield est un village et une paroisse civile de l'Oxfordshire, en Angleterre. Il est situé à environ 5 km au nord-est du centre-ville d'Oxford. Administrativement, il relève du district du South Oxfordshire. Au recensement de 2011, il comptait 191 habitants.

## Personnalités liées
- Les cendres de l'écrivain John Buchan (1875-1940) sont inhumées à Elsfield.